# Palauk
Palauk (birmano: ပလောက်) es una localidad de Birmania perteneciente a la región de Tanintharyi del sur del país. Dentro de la región, Palauk pertenece al municipio de Palaw del distrito de Myeik.
En 2014 tenía una población de 6176 habitantes.
Es una localidad costera pero, debido a las dificultades geográficas que provoca su ubicación en una zona de manglares, se halla algo apartada de la costa tierra adentro. Las movilizaciones de la población son frecuentes en la estación lluviosa para evitar inundaciones accidentales, pues las aguas pueden superar los diez metros de altura en algunos casos extremos. Su economía se basa en la agricultura, ganadería, pesca y comercio, habiéndose desarrollado este último notablemente en los últimos años por su ubicación junto a una carretera principal.
La tradición local señala que este tramo de costa fue elegido para ubicar la localidad cuando un carguero portugués se hundió al chocar contra las rocas, formando el accidente una zona de aguas poco profundas que fue aprovechado por pescadores de Dawei para fundar una aldea. El topónimo local se lo dieron más tarde los soldados de Alaungpaya, en referencia a la parada que hicieron aquí para comer durante una operación militar.
Se ubica unos 30 km al norte de la capital municipal Palaw, sobre la carretera 8 que lleva a la capital regional Dawei recorriendo la costa.